# Jaume Moll Roqueta
Jaume Moll Roqueta (Barcelona, 1926 - Madrid, 20 d'octubre de 2011) fou un musicòleg, bibliògraf i cervantista català. Els seus primers passos van estar dedicats a la música medieval i renaixentista, amb obres molt destacades en la cultura espanyola i esdevenint un referent indispensable per entendre la cultura impresa espanyola.

## Biografia
Jaume Moll es va llicenciar en Filosofia i Lletres a la Universitat de Barcelona el 1948 i sota la tutela d'Higini Anglès i Miguel Querol es va especialitzar en la música visigoda i mossaràbiga i en rellevants músics renaixentistes espanyols com Cristóbal de Morales o Luis Venegas de Henestrosa. Anteriorment, fou becari durant dos anys a l'Institut Espanyol de Musicologia del Consell Superior d'Investigacions Científiques. Més endavant, va esdevenir col·laborador i secretari de la mateixa institució el 1952.
El 30 de setembre del 1954 va ingressar al Cuerpo Facultativo de Archiveros, Bibliotecarios y Arqueólogos. Tanmateix, el seu destí com a funcionari del Cuerpo Facultativo fou la biblioteca de la Real Academia Española on es va incorporar el 1955, com a successor del conegut llatinista Bonifacio Chamarro Luis. A través de la interacció amb les col·leccions i amb els investigadors es va anar desenvolupant com a bibliotecari. Paral·lelament a partir del 1964, va impartir cursos a l'Escuela de Documentalistas sobre la Formación Técnica de Documentalista, Archiveros, Bibliotecarios y Arqueólogos. Oferia concretament dos cursos, un per ajudants de documentació amb una durada d'un any i l'altre per documentalistes el qual era de dos anys. Durant les seves classes se centrava espacialment en els problemes bibliogràfics del llibre (espanyol) del Segle d'Or. És durant aquest període docent a l'Escola de Documentalistes que a partir del 1964 s'obre una nova orientació en la seva bibliografia personal.
El musicòleg continuarà oferint articles, informes i col·laboracions fins al 1975. Concretament, en aquest any va aconseguir el doctorat a la Universitat de Barcelona amb un treball sobre la notació musical visigoda i mossaràbiga. Més endavant, el 1987 va ocupar la Càtedra de Bibliografía de la Literatura Española a la Universitat Computense de Madrid fins que es va jubilar el 1991.
Els seus projectes han donat pas a una nova llum en els problemes multidisciplinaris del univers de l'Edat Moderna.

## Obras
- Exposición de musica sagrada española: catálogo. Madrid: Biblioteca Nacional, 1954.
- Catálogo de comedias sueltas conservadas en la biblioteca de la Real Academia Española. Madrid: Real Academia Española, 1966.
- Dramas litúrgicos del siglo XVI: Navidad y Pascua Madrid: Taurus, 1967.
- Problemas bibliográficos del libro del Siglo de Oro, Impr. Aguirre, 1979.
- Les éditions de Quevedo dans la donation Olagüe à la Bibliothèque de la Casa de Velázquez, E. de Boccard, 1980.
- De la imprenta al lector. Estudios sobre el libro español de los siglos XVI al XVIII, Barcelona: Arco Libros, 1994.
- Problemas bibliográficos del libro del Siglo de Oro, Madrid: Arco Libros, 2011.